# Usque ad finem
Usque ad finem è una locuzione latina che significa "Fino alla fine".

## Definizione
La frase è generalmente usata in combattimenti o situazioni di pericolo, per indicare la volontà di continuare a lottare, con l'aggiunta di un "et ultra", ad oltranza. Essa fu utilizzata principalmente dai gladiatori e dai legionari in epoca romana come motto su cui si basava il loro esercito.

## Utilizzi recenti
Per via del suo significato intenso, la locuzione Usque ad finem è stata adottata in numerose occasioni come motto o slogan identitario:
- Motto della XXXII Compagnia Guastatori del 3º Reggimento genio guastatori.
- Motto della Emilio Bianchi, fregata missilistica della Marina Militare italiana.
- Motto della Juventus, nella sua traduzione italiana «Fino alla fine». In utilizzo fin dagli anni '60 del XX secolo dal tifo organizzato bianconero sotto forma di grido di battaglia («Fino alla fine forza Juventus!»), nel 2013 il motto partecipò ad un concorso indetto dalla Juventus e risultò il più votato tra oltre 6000 slogan, venendo così stampato sulle maglie della stagione successiva.[1]

La locuzione è anche apprezzata sottoforma di tatuaggio, sia nell'originale in latino, sia nella traduzione in italiano